# 육구연

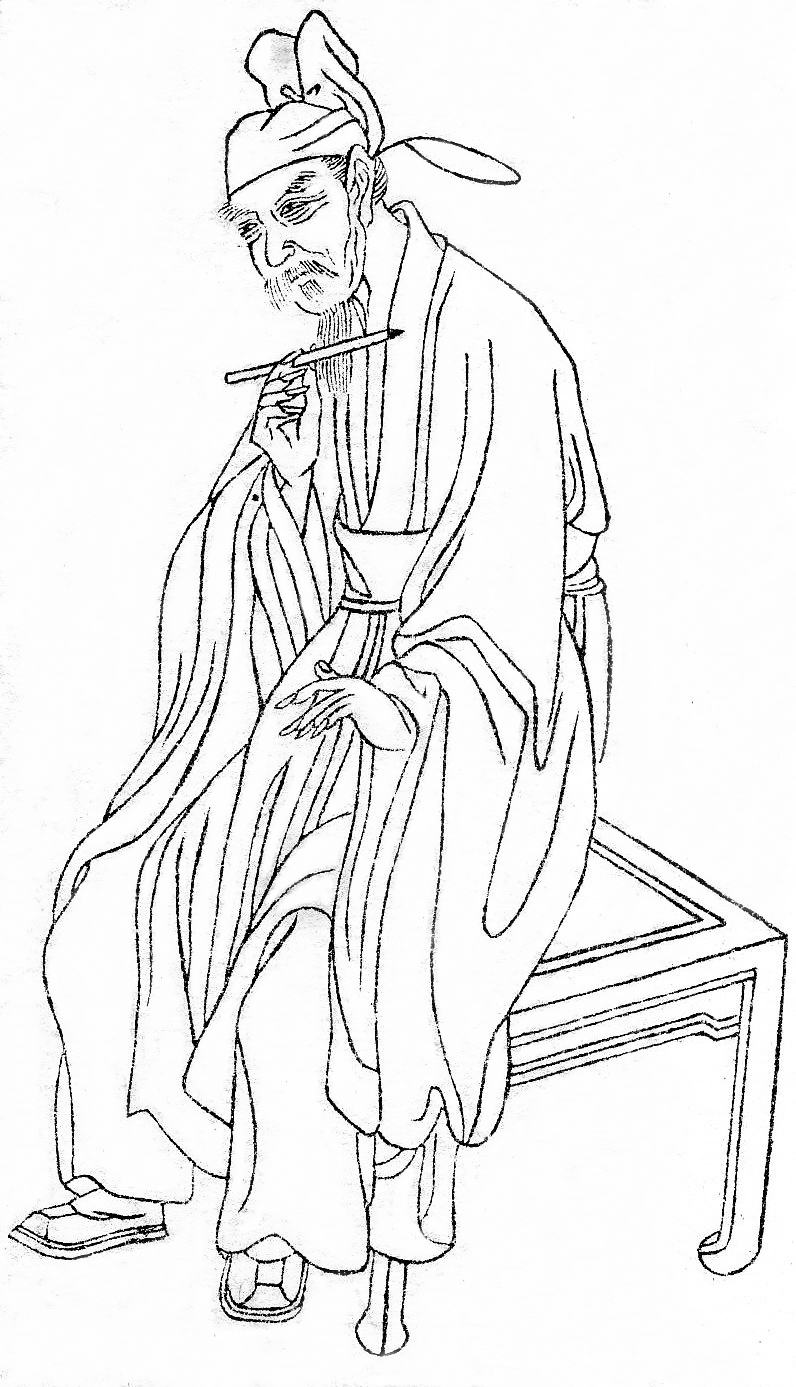
육구연

육구연(陸九淵, 1139년~1192년)은 중국 남송의 사상가이다. 자는 자정(子靜), 호는 상산(象山), 시(諡)는 문안(文安)이다.
무주(撫州) 금계현(金谿縣)(현재 장시성 푸저우시 금계현) 사람으로 형인 구소(九韶－자는 자미(子美)), 구령(九齡－자는 자수, 복재선생(復齋先生))과 함께 학문으로 이름을 남겼다. 1172년(건도(乾道) 8년) 진사시험에 합격한 후 지방관으로 종사하면서 자제 교육에 종사했다.

## 사상
그의 사상의 특색은 심즉리(心卽理)이다. 그에게 있어서의 ‘이(理)’는 ‘천지가 천지여야 할 것’으로서 그 입론의 기초는 송대(宋代)의 다른 사상가와 다른 바가 없다. 그런데 이(理)는 어디에 있는가, 어떻게 파악하느냐 하는 점에 있어서는 북송(北宋) 이래 개개의 사상가에 따라서 논리의 입증이 달랐다. 그것은 주로 그와 같은 존재의 궁극자(窮極者=존재를 존재로 하는 것)와 ‘나’인 주체와의 관계에 있어서 경향을 달리했던 것이다. 육상산은 이에 대해서 “마음(心)은 1심(一心)이며, 이(理)는 1리(一理)이다. 이 심은 이 이(理)여서, 둘로 나뉘어 있는 일은 없다”라고 말하고 우주 안의 일은 자신의 분내(分內)의 일이며, 자신의 분내의 일은 우주 안의 일이라고 했다. 다시 사람의 심은 지극히 영(靈, 뛰어나다)하고 이는 지극히 분명하다. 사람은 모두 이 심을 가졌고, 심은 모두 이 이를 지니고 있다고 했다. 이는 주자가 격물치지론(格物致知論)에서 주장한 “1물(一物)에 1리(一理)가 있고, 사사물물(事事物物)의 이를 밝힘으로써 만물의 일리를 얻는다”라는 논리와는 다르다. 상산의 이(理)는 사물에 내재하는 것이 아니고, 그와 같은 존재의 이는 그것을 그것이라고 조정하는 바 나의 마음 속에 있다. 이것이 가능한 것은 나의 마음이 이 그것이기 때문이라고 한다. 즉 존재를 존재하게 하는 것, 즉 이는 내 마음의 이라고 하여 심즉리(心卽理)를 설파한 것이다. 따라서 이 1심이 만물의 이이기 때문에 나의 마음에는 여하한 물건도 부가할 필요가 없고 마음을 가리고 있는 악폐만을 제거하면 된다. 독서 강학이라든지 사색 등도 도리어 유해하다고 한다. 그의 유명한 “6경(六經)은 나의 주각(註脚)에 불과하다”라고 하는 말은 이러한 사고 방식에서 나온 것이다. 《태극도설》(太極圖說)을 둘러싼 주자와의 논쟁의 핵심은 다른 곳에 있는 것이 아니었다. 주자가 음양2기(陰陽二氣)와 도(道)를 형이상하(形而上下)로 나누고, ‘무극(無極)이면서 태극(太極)’인 것을 도, 즉 이라고 한 데 대하여, 상산은 무극은 노자의 말이니 역(易)의 태극이라는 말로 족하다 하였다. 즉 역(易)에서 “1음(一陰) 1양(一陽), 이를 도(道)라고 한다”고 하였듯이 그는 도설의 위작론을 더하여 더욱 격렬한 논쟁으로 주자에 대항하였다. 상산의 사상은 명대의 진백사(陳白沙)를 거쳐 왕양명(王陽明)에게 영향을 끼쳤다.

## 주요 저서
- 《육상산전집》(陸象山全集) 36권

## 같이 보기
- 유교
- 맹자
- 성리학
- 주희
- 왕수인